# Космос-2298
Космос-2298 је један од преко 2400 совјетских вјештачких сателита лансираних у оквиру програма Космос.
Космос-2298 је лансиран са космодрома Плесецк, Русија, 20. децембра 1994. Ракета-носач Космос је поставила сателит у орбиту око планете Земље. Маса сателита при лансирању је износила 900 килограма. Космос-2298 је био комуникациони сателит.